# Tratado de Wuchale
El Tratado de Wuchale (en italiano, Uccialli) fue firmado entre el Reino de Italia y el Reino de Etiopía el 2 de mayo de 1889 en el campamento del rey Menelik II de Shewa, entre este último y el conde Pietro Antonelli, en representación del Reino de Italia.
Se firmaron dos versiones del tratado, una en italiano y la otra en amárico, las lenguas oficiales de los países participantes. Ambas versiones diferían en la redacción del artículo 17: en la versión italiana se establecía que Etiopía estaba obligada a tratar todos sus asuntos de política exterior y relaciones con otras naciones extranjeras a través de las autoridades italianas, transformando así al reino etíope en un protectorado italiano. En la versión en amárico, en cambio, se recomendaba simplemente consultar al gobierno italiano en aquellos asuntos que involucraran a otras naciones europeas. 
La controversia entre ambos países, originada en la diferencia de versiones del tratado, derivó en la primera guerra ítalo-etíope entre 1895-1896, que finalizó con la derrota italiana en la batalla de Adua y en la delimitación definitiva de las fronteras de Eritrea.